# L.A.P.D. – To Protect and to Serve
Der Actionfilm L.A.P.D. – To Protect and to Serve, auch Die Todesengel von L.A., Originaltitel L.A.P.D.: To Protect and to Serve, entstand 2001 unter Regie von Ed Anders.

## Handlung
Sam Steele und Richard Wade bekommen Stellen beim LAPD, sie arbeiten als Partner. Steele gefährdet sein Leben während eines Einsatzes, als ein Bankraub mit einer Schießerei zwischen den Räubern und der angekommenen Polizei endet.
Nun entdecken Steele und Wade, dass ihre Kollegen korrupt sind. Das gilt auch für Captain Elsworth, der der Abteilung vorsteht. Steele und Wade nehmen einen Teil des Bestechungsgeldes an. Sie werden mit einem Mord beauftragt, wonach sie sich von dem Korruptionssystem abwenden und selbst bedroht werden.
Die Abteilung für Interne Angelegenheiten ermittelt.

## Kritik
- TV Movie: „08/15-Story, aber flott inszeniert“[1]

## Auszeichnung
- 2001: Video Premiere Award (Nominierung) für Dennis Hopper

## Sonstiges
Zu den Drehorten gehörten Los Angeles und Vancouver.